# Musée Bertrand
Le musée Bertrand est un musée public de beaux-arts situé à Châteauroux, dans le département de l'Indre, en France. Il se trouve dans l'ancien hôtel particulier d'Henri-Gatien Bertrand, général du Premier Empire, bâtiment construit dans la deuxième moitié du XVIIIe siècle et classé monument historique. La collection est constituée de plus de 15 000 oeuvres.

## Histoire

### L'hôtel Bertrand
L'hôtel particulier d'Henri-Gatien Bertrand, général du Premier Empire, est construit dans les années 1770 pour lui servir de résidence. Il accueille désormais le musée Bertrand. L'hôtel est un bâtiment de style classique. Ses plans ont été conçus par le grand-père du général Bertrand, Martin Boucher, alors premier ingénieur du roi et Inspecteur pour la France des Turcies et Levées,. Martin Boucher laisse l'hôtel à sa femme, laquelle le laisse en 1803 à sa fille Marie-Antoinette Boucher qui en est propriétaire jusqu'en 1830. En 1834, le général Bertrand en devient propriétaire à son tour.

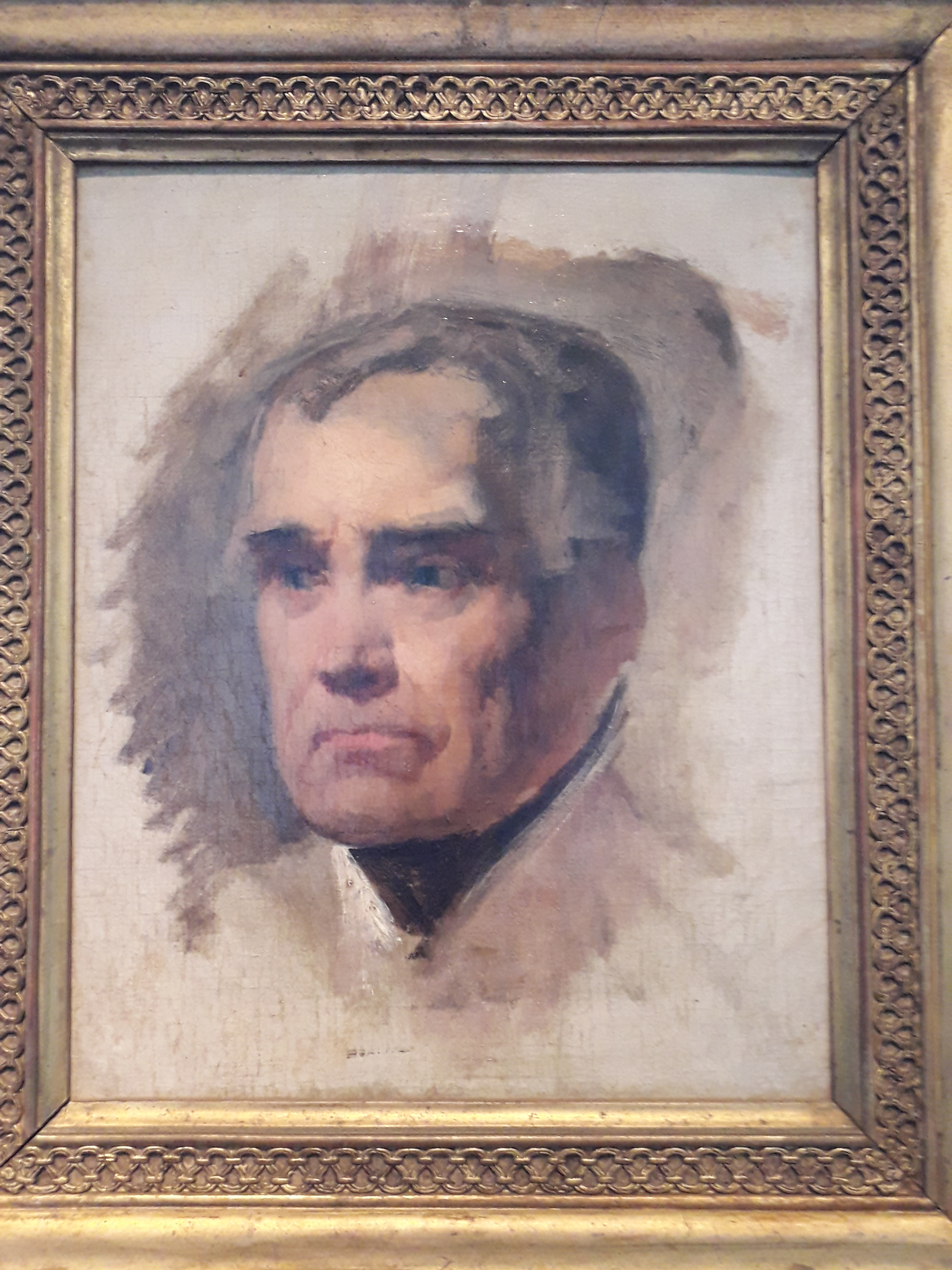
Portrait du général Bertrand par Horace Vernet (après 1825). Musée Bertrand.

Après la mort du général Bertrand, le bâtiment reste une résidence privée aux mains d'autres propriétaires. En 1901, l'hôtel Bertrand est vendu par son propriétaire d'alors, Raymond-William de Coninck, à la ville de Châteauroux. Celle-ci le destine à loger un général commandant la 17e division d'infanteries. Pendant et après la Première Guerre mondiale, l'hôtel est brièvement changé en hôpital militaire de 1917 à 1919.

### Du musée municipal de Châteauroux au musée Bertrand
À partir de 1840, la ville de Châteauroux reçoit plusieurs dons ou legs. Une partie lui revient en 1840, laissés par le général Bertrand. Une autre partie provient de dons de  Jean-Louis Bourdillon, un riche collectionneur suisse originaire de Châteauroux. En 1863, Just Veillat, peintre faisant partie des notables de Châteauroux, propose la création d'un musée. L'idée est acceptée et le musée est d'abord intégré à l'hôtel de ville de l'époque, mais le manque de place se fait rapidement sentir.
En 1921, au moment du centenaire de la mort de Napoléon, l'hôtel Bertrand est transformé en musée et accueille les collections du musée municipal de Châteauroux.
Le bâtiment est classé monument historique le 14 mars 1944.

### Le développement des collections
En 1932, Vivie de Régie, un passionné de Napoléon III et de la période hélènienne, fait don de plus d'un millier de gravures relevant du culte napoléonien. Le fonds napoléonien et dix-neuviémiste du musée est encore enrichi en 1976 par un don d'un descendant de la famille Thabaud Boislareine-Desaix qui lègue plusieurs pièces importantes, dont l'encrier de Cambacérès, plusieurs œuvres et objets liés à Vivant Denon, un portrait de madame Hanska par Waldmüller et un buste de la même par Bartolini. Un fonds de statuaire gallo-romaine rejoint le musée à la faveur de fouilles archéologiques réalisées dans le département. À partir des années 1970, à l'instigation de l'artiste conceptuel castelroussain James Pichette, la ville de Châteauroux s'oriente vers la création contemporaine dans les domaines de la sculpture, de la peinture et de la céramique, ce qui donne l'occasion au musée Bertrand de constituer peu à peu un fonds d'œuvres contemporaines.
À partir de 2007-2008, un partenariat avec l'Agence nationale pour la formation professionnelle des adultes (AFPA) de Limoges permet de restaurer de nombreuses pièces de mobilier ancien des XVIIIe et XIXe siècles dans les collections du musée ; le partenariat prend fin en novembre 2018 avec le départ à la retraite du spécialiste en ébénisterie de l'AFPA.

## Collections
Le Musée Bertrand est à la fois un musée d'art, d'histoire et d'archéologie.

### Collections antiques
Le musée abrite des collections gallo-romaines comprenant des statues, dont une tête d'une statue colossale d'Apollon, et des stèles funéraires.
Il abrite également une momie copte (Ve - VIIe siècle) en provenance du Fayoum.

### Collections médiévales
Le musée abrite des objets et œuvres du Moyen âge. En 1898, il a acquis la châsse de l'église de Sazeray, en cuivre et émail champlevé de Limoges, qui date du XIIIe siècle.

### Fonds napoléoniens

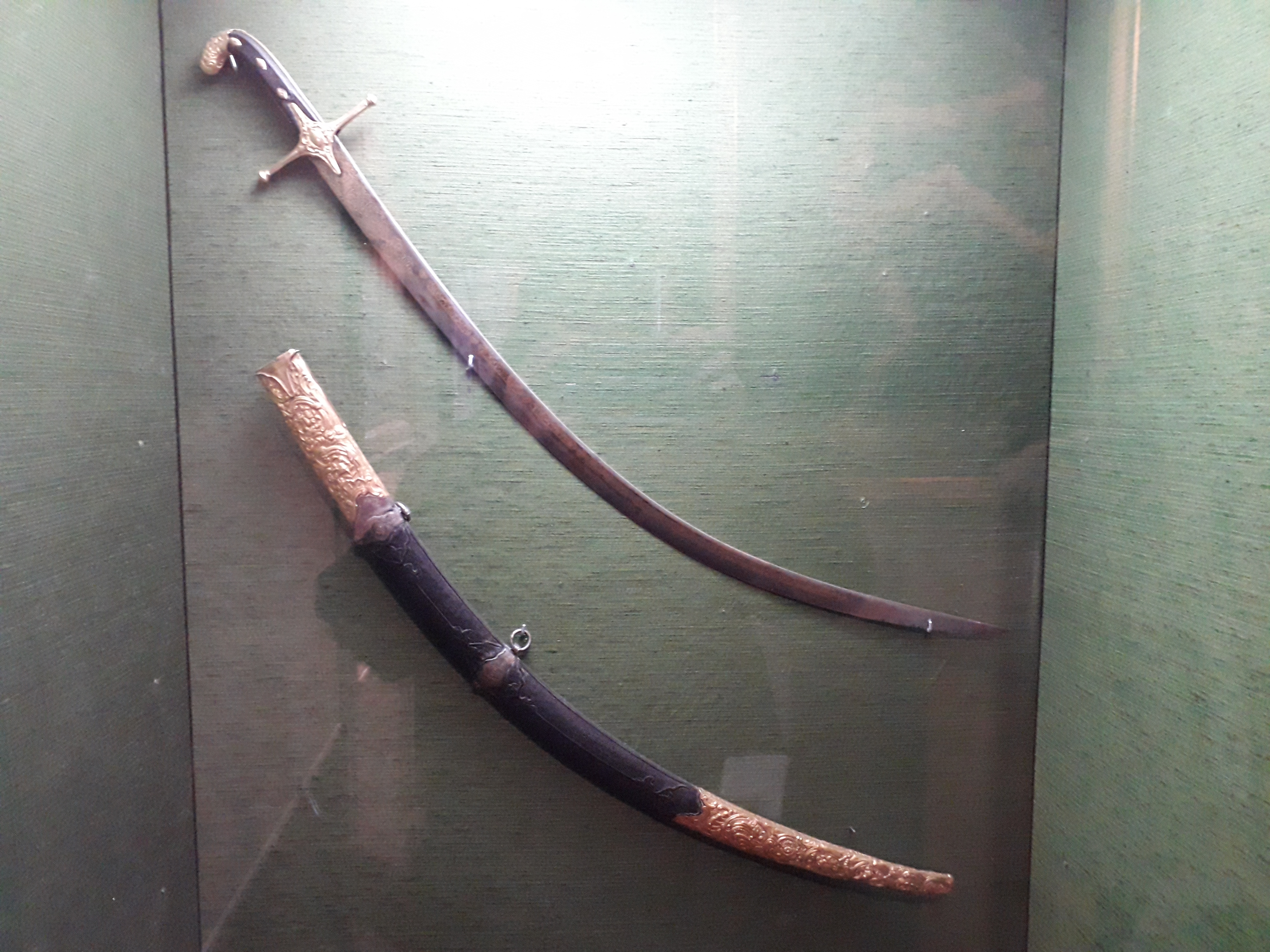
Sabre utilisé par Napoléon Ier à la bataille d'Aboukir, XVIIIe siècle

Le musée conserve de nombreux objets et œuvres d'art liés à Napoléon Ier (notamment lors de son exil à Saint-Hélène, où le général Bertrand l'a accompagné), au général Bertrand lui-même et à plusieurs autres personnalités du Premier Empire tel le savant Vivant Denon. Il conserve le nécessaire de campagne de Napoléon en vermeil, un éventail ayant appartenu à l'impératrice Joséphine, la « volière chinoise » de l'empereur à Saint-Hélène et un masque mortuaire de l'empereur. Les armes et souvenirs du général Bertrand y sont également exposés, notamment des armes et uniformes. Parmi les objets les plus remarquables :
- Le sabre d'Aboukir ayant appartenu à Napoléon Ier
- La volière de Sainte-Hélène, propriété de Napoléon Ier lors de son exil
- Un morceau de la voile de La Belle Poule
- Un fanion de la bataille d'Aboukir, tâché de sang

### Beaux-arts

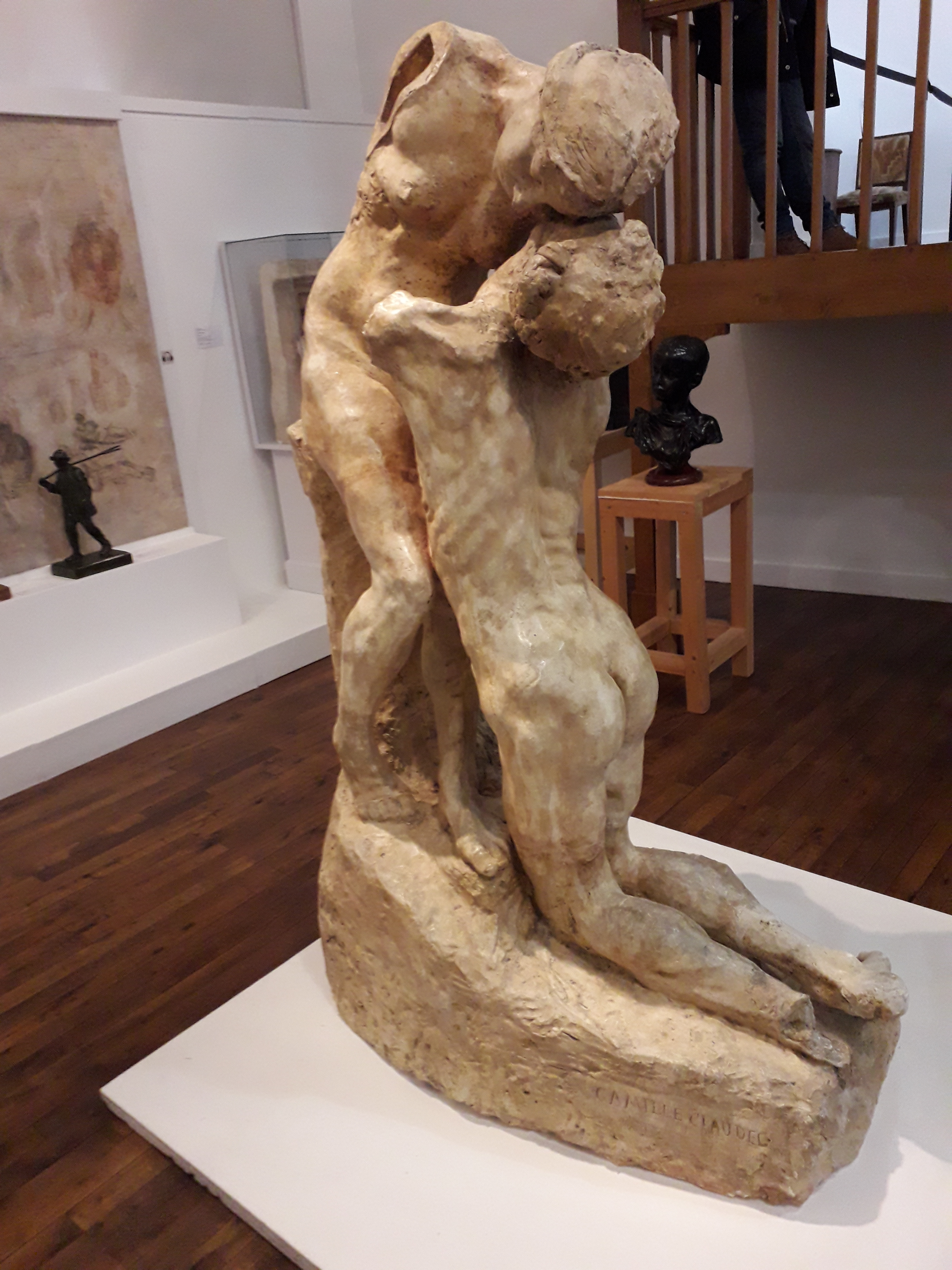
Sakountala, de Camille Claudel, original en plâtre, Musée Bertrand.jpg

Le musée conserve une riche collection de beaux-arts, du haut Moyen Âge à la fin du XXe siècle. Plusieurs oeuvres ou ensembles sont particulièrement remarquables.
- Une collection de peintures flamandes, françaises, hollandaises et italiennes du XVIe au XVIIIe siècle (Jan Van Goyen, Jacques Stella, Luca Giordano, Jean-Baptiste Jouvenet, Nicolas de Largillière...)
- Un fonds de dessins anciens par Jacob Jordaens, Pierre-Paul Rubens, Charles-Joseph Natoire, Nicolas Lancret, Charles Le Brun...

- L'original en plâtre de Sakountala, l'une des deux sculptures monumentales de Camille Claudel, offerte par la sculptrice à la ville de Châteauroux en 1895[4].
- Le reliquaire de Dominique Vivant Denon, reliquaire profane renfermant les reliques d'une quinzaine de personnages historiques : les poils de la barbe d'Henri IV, une dent de Voltaire, les os de Chimène et Le Cid etc.[8]

- Le fonds de l'atelier du sculpteur Ernest Nivet, reçu en don en 2020.
- Une collection de peintures abstraites de la seconde moitié du XXe siècle, parmi lesquelles des toiles de Zao Wou Ki, Georges Mathieu, Chu Teh-Chun, Henri Cueco ou Claude Viallat

- Le musée Bertrand conserve en outre un fonds important de céramiques contemporaines acquises depuis les années 1950[6].

### Collections régionales
Le musée abrite des sculptures de Jean Baffier des peintures de paysages du Berry et des bords de Creuse par Armand Guillaumin, Paul Madeline, Léon Detroy, Raoul Adam, Paul Rue, etc., des œuvres variées de Fernand Maillaud, Bernard Naudin, ainsi que des souvenirs du poète Maurice Rollinat.
Le musée Bertrand possède un fonds important d'ethnologie berrichonne (objets du quotidien, costumes, outils agricoles...). Ils sont visibles sur réservation à la Maison des Arts et traditions populaires. L'une des salles du musée présente en permanence la reconstitution d'une cuisine berrichonne traditionnelle.

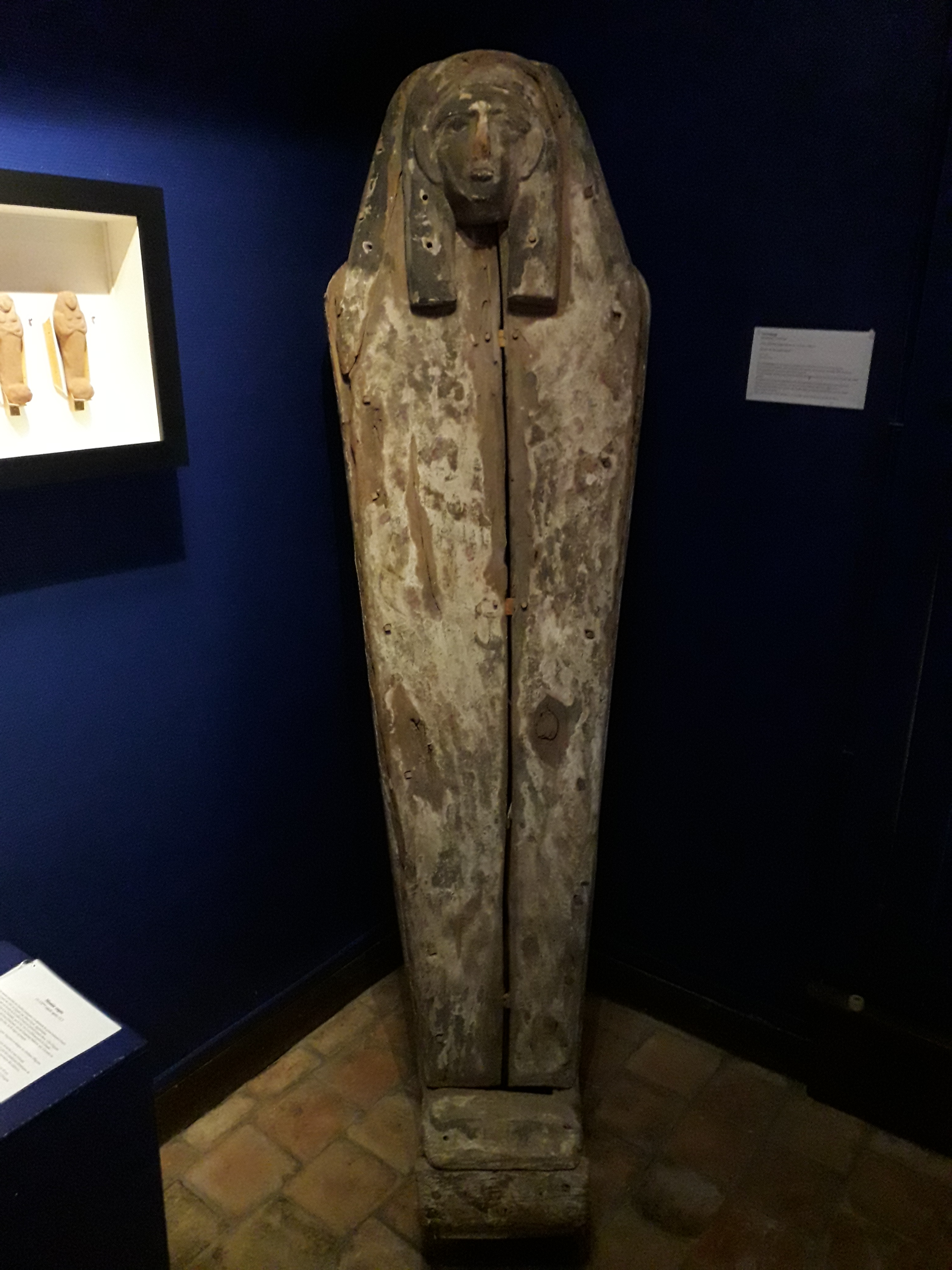
Sarcophage égyptien antique provenant d'Antinoé.
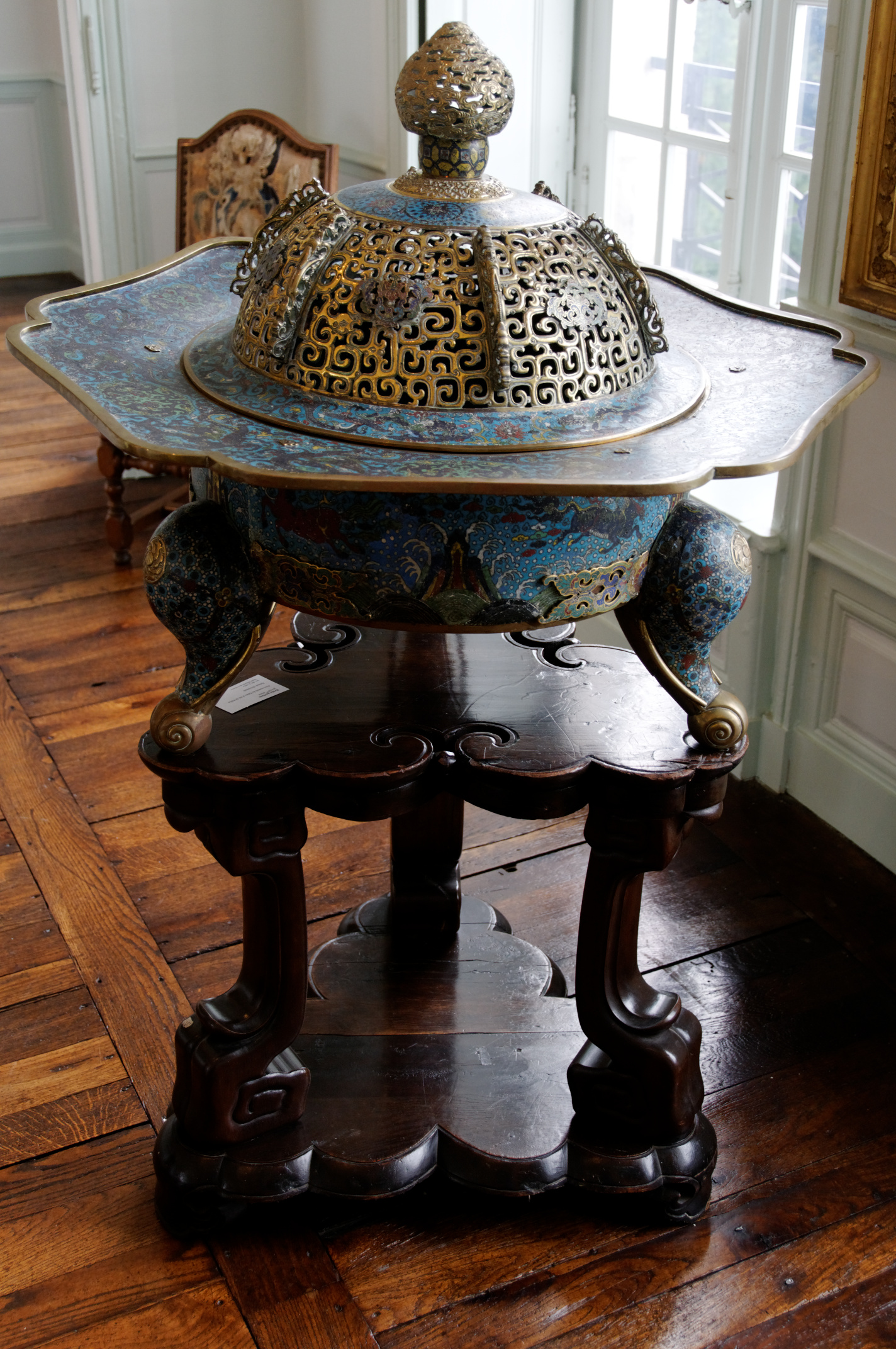
Brûle-parfum chinois du XVIIe siècle en émaux cloisonnés.
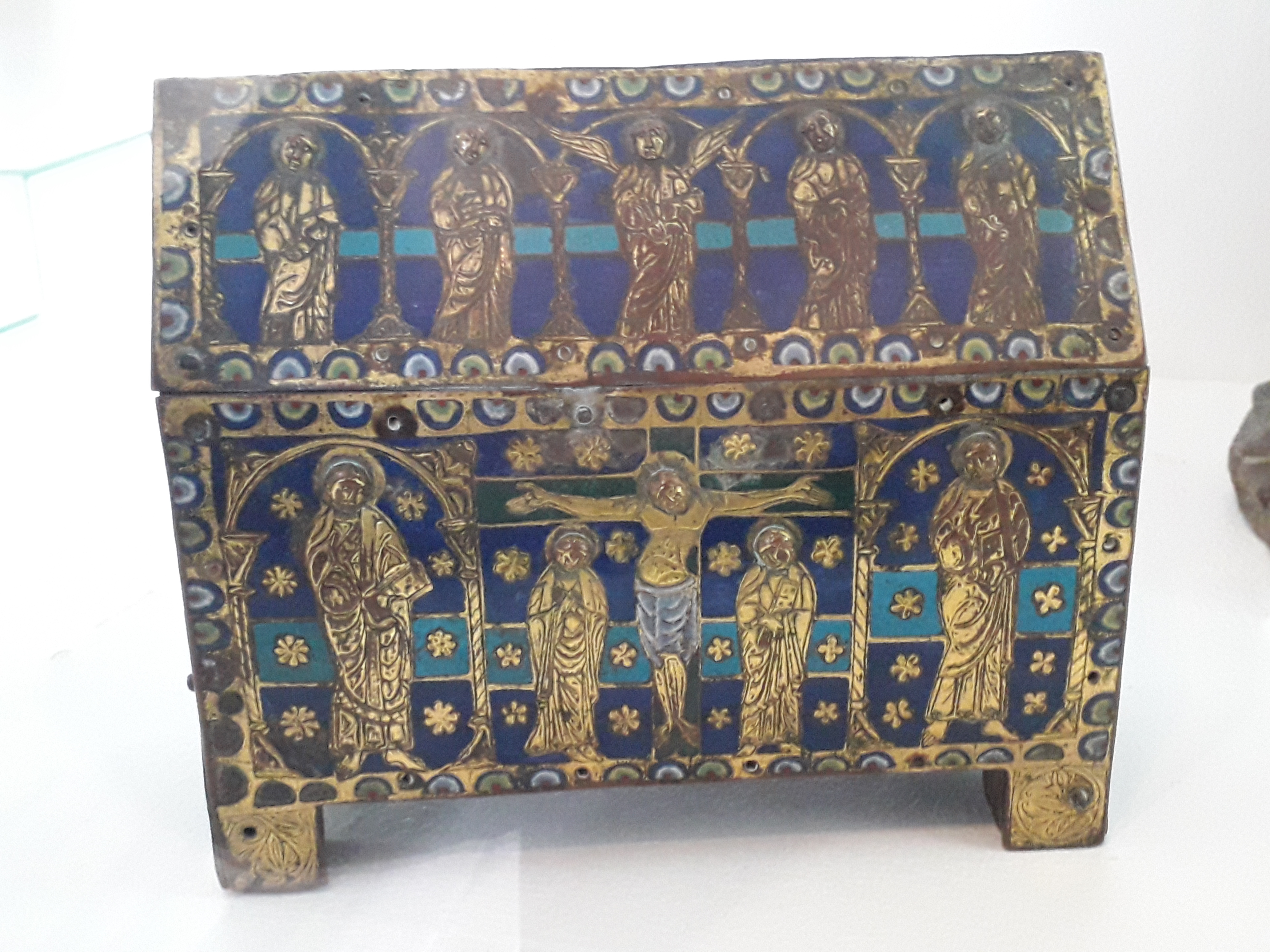
Châsse de Sazeray, XIIIe siècle, Musée Bertrand
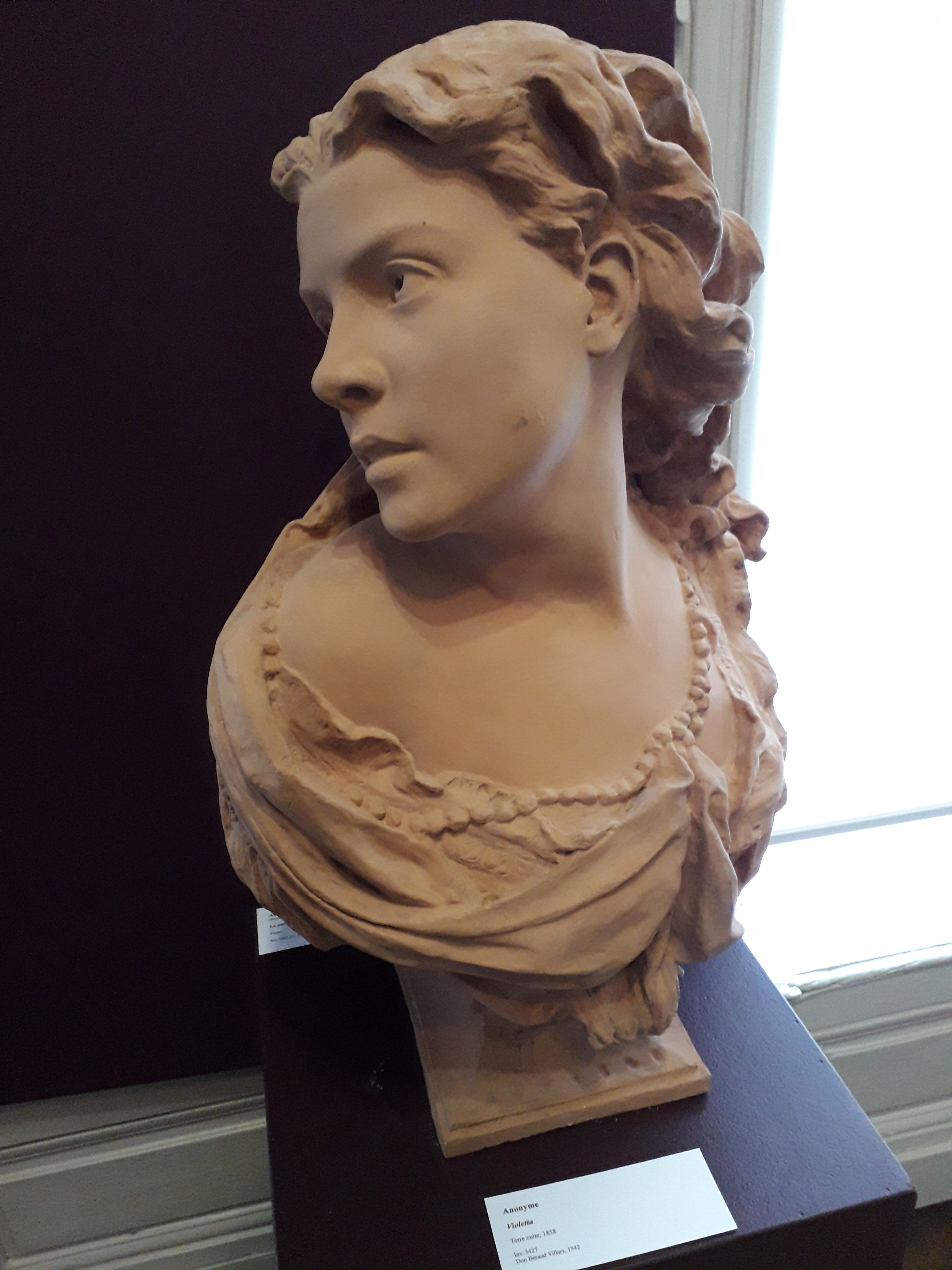
Violetta, sculpture anonyme, 1858, Musée Bertrand
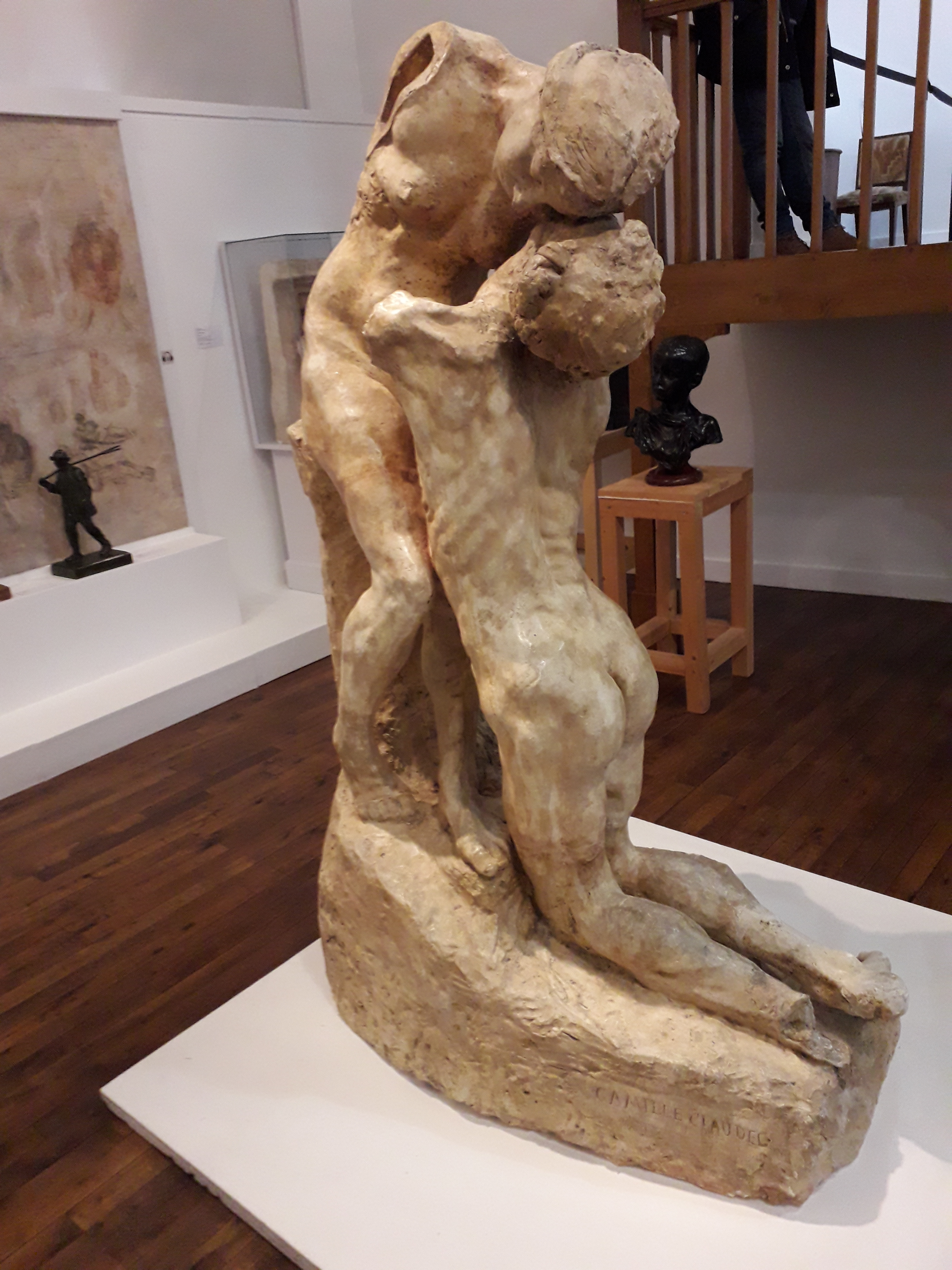
Original en plâtre de Sakuntala de Camille Claudel.
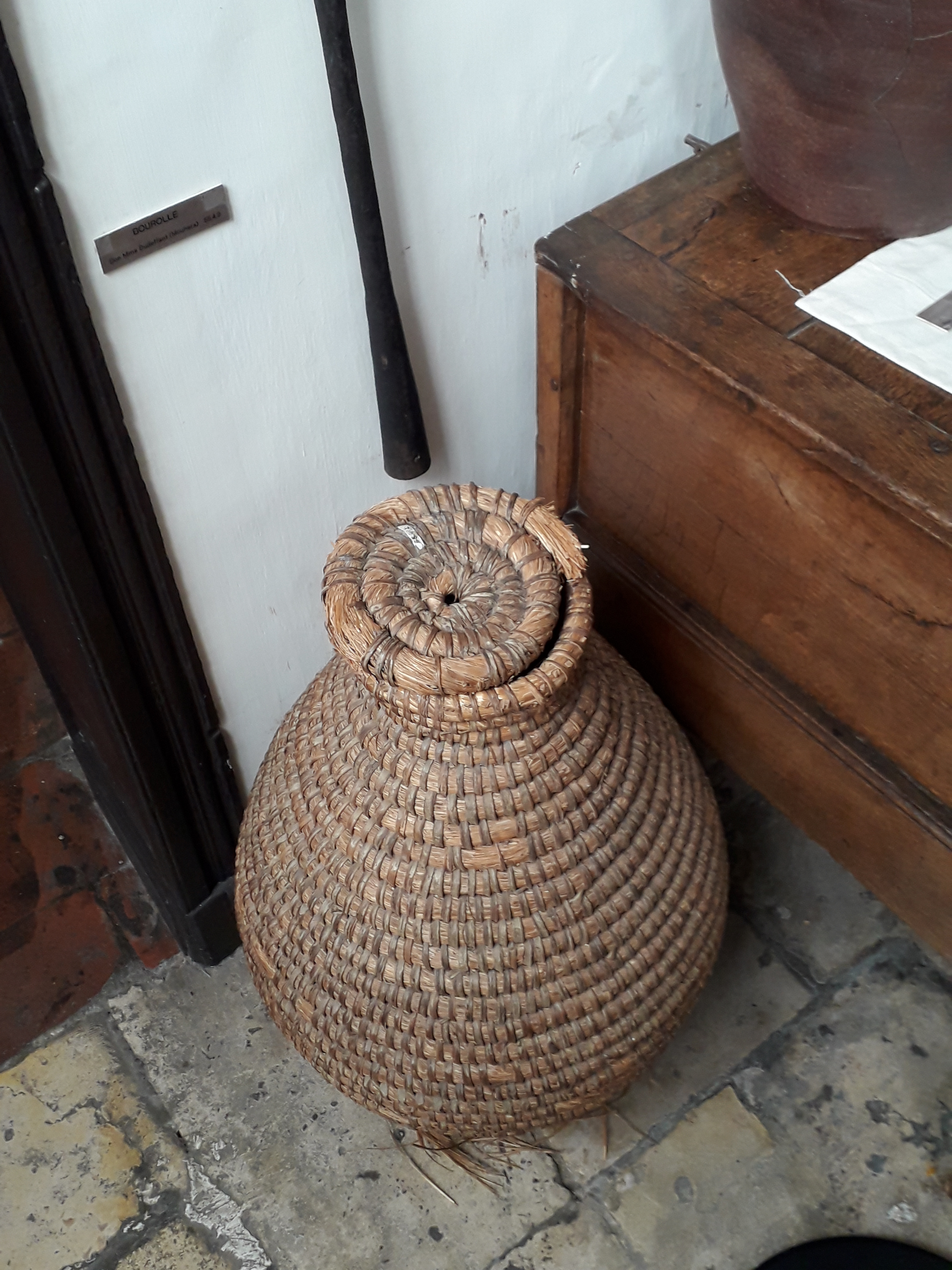
Bourolle (panier en paille tressé) dans la cuisine traditionnelle du Berry.
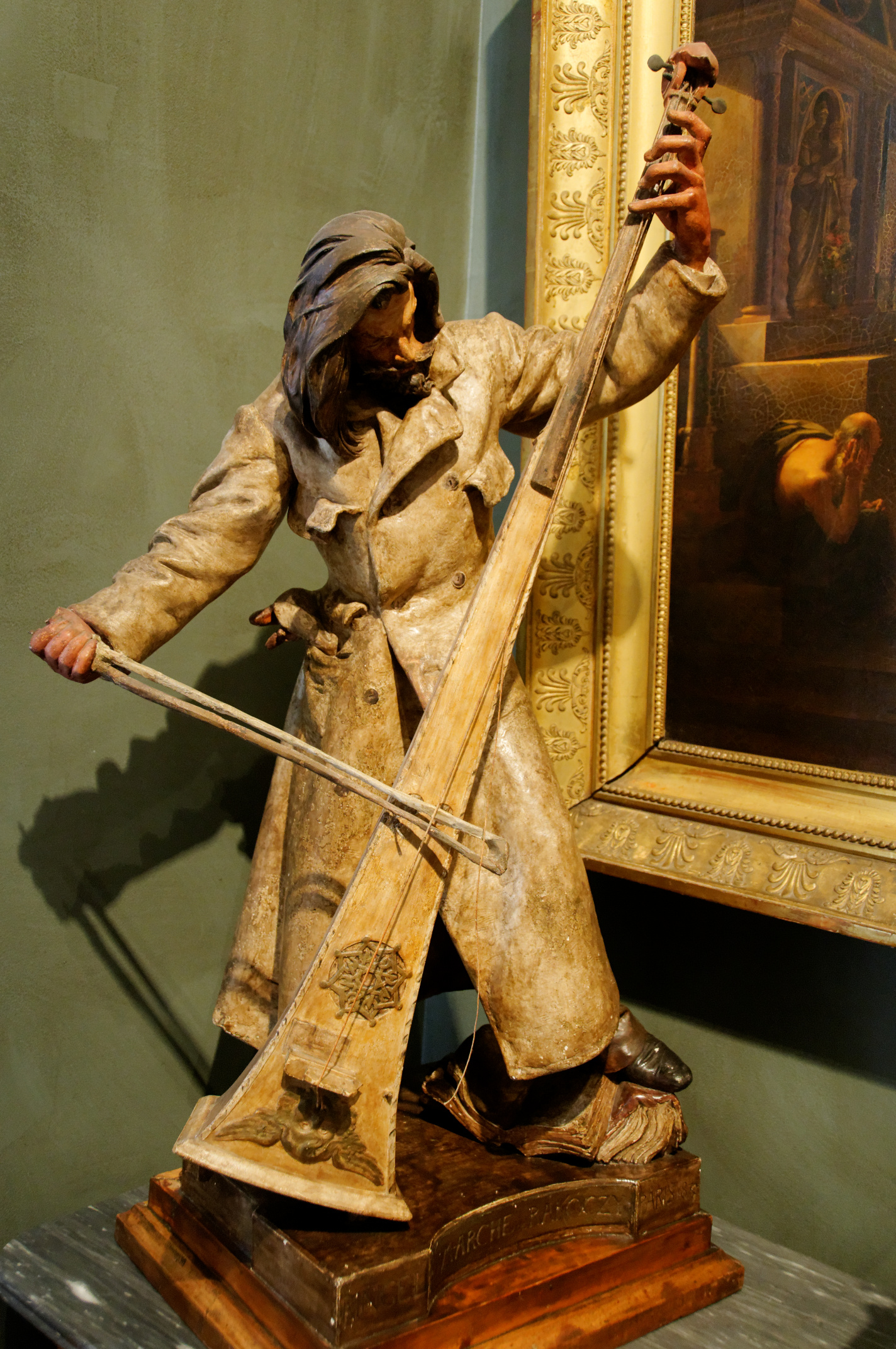
Ringel D'Illzach

## Activités
Le musée organise trois expositions temporaires par an. Début 2017, l'exposition Mémoires expose les œuvres du plasticien Alain Kleinmann. Fin 2017, le musée expose 70 toiles du portraitiste Hélier Cosson. Fin 2018, une exposition est consacrée au sculpteur berrichon Ernest Nivet et à ses amis.